# Курцев Олександр Сергійович
Олександр Сергійович Курцев (нар. 26 вересня 2002) — український футболіст, «Джюгас».

## Життєпис
У ДЮФЛУ з 2015 по 2021 рік виступав за донецький «Шахтар», «Олімпію-Азовсталь» з Маріуполя, запорізький «Металург» та харківський «Авангард». Саме в складі останнього з вище вказаних клубів й дебютував у дорослому футболі, у 2020 році виступав за дорослу команду клубу в чемпіонаті Харківської області. В обласному чемпіонаті відзначився 3-ма голами в 11-ти матчах. Сезон 2021/22 років розпочав у харківському «Металісті 1925», але грав лише за юнацьку команду клубу.
На початку березня 2023 року перейшов в латвійський клуб «Метта». Дебютував за клуб 18 березня 2023 року у матчі проти «Ауди», в якому вийшовши на заміну на 65-й хвилині. Дебютним голом відзначився 7 квітня 2023 року у матчі проти «Даугавпілса». 16 липня 2023 року в матчі 1/8 фіналу кубку Латвії у серії післяматчевих пенальті «Метта» поступився «Лієпаї». Протягом сезону був одним з основних гравців клубу, відзначився 3-ма забитими м'ячами та 2-ма результативними передачами. За підсумком сезону разом із клубом завершив чемпіонат на підсумковому передостанньому місці, вирушив у стикові матчі. За підсумками стикових матчів допоміг своєму клубу перемогти «Скансте» та зберегти прописку у вищому дивізіоні чемпіонаті.
Новий сезонрозпочав на лаві запасних. Перший матч у новому сезоні зіграв 13 квітня 2024 року проти «Гробіні», в якому вийшов на заміну на 86-й хвилині.